# Fábrica de gas de Madrid

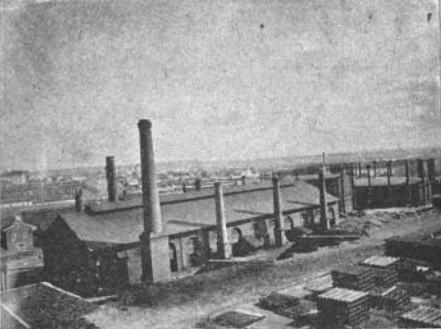
Vista de la fábrica en un fotograbado de finales del

La fábrica de gas de Madrid (también denominada Gasómetro) fue una instalación industrial para la producción de gas para el alumbrado que existió en la capital de España, en el actual distrito de Arganzuela, entre mediados del siglo XIX y la década de 1960.
La fábrica, conocida popularmente como el Gasómetro, ocupaba la manzana comprendida entre la Ronda de Toledo, los paseos de las Acacias y los Olmos y la calle del Gasómetro. Contaba con varios hornos, de los cuales aún se conserva una chimenea, almacenes para el carbón (materia prima para la fabricación del gas), varios depósitos de almacenaje del gas (gasómetros, de los que tomó su sobrenombre popular el complejo), fragua, así como las oficinas de la empresa e incluso viviendas para los empleados. El gas se obtenía de un compuesto de hulla y resina.

## Historia

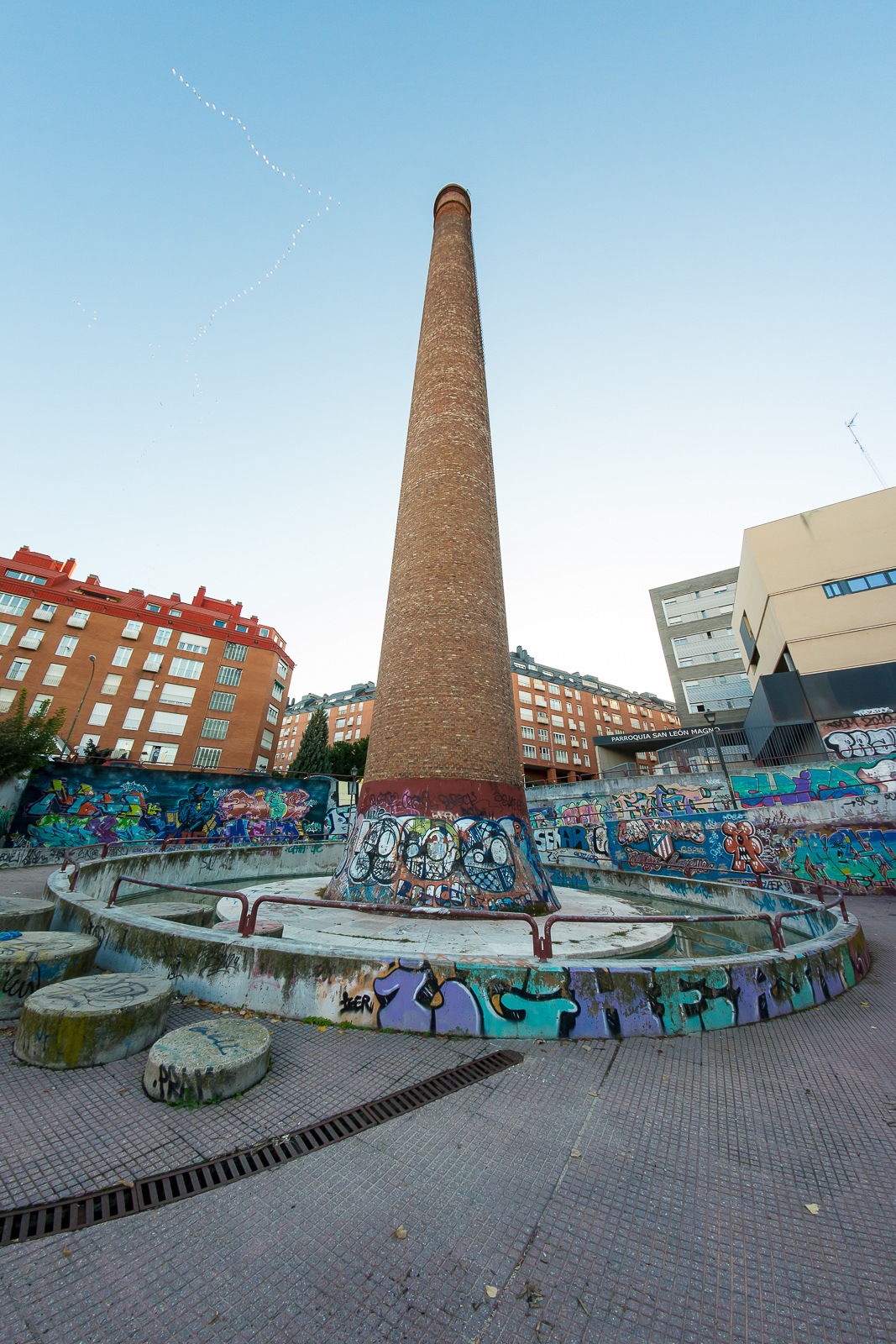
Vista de la chimenea

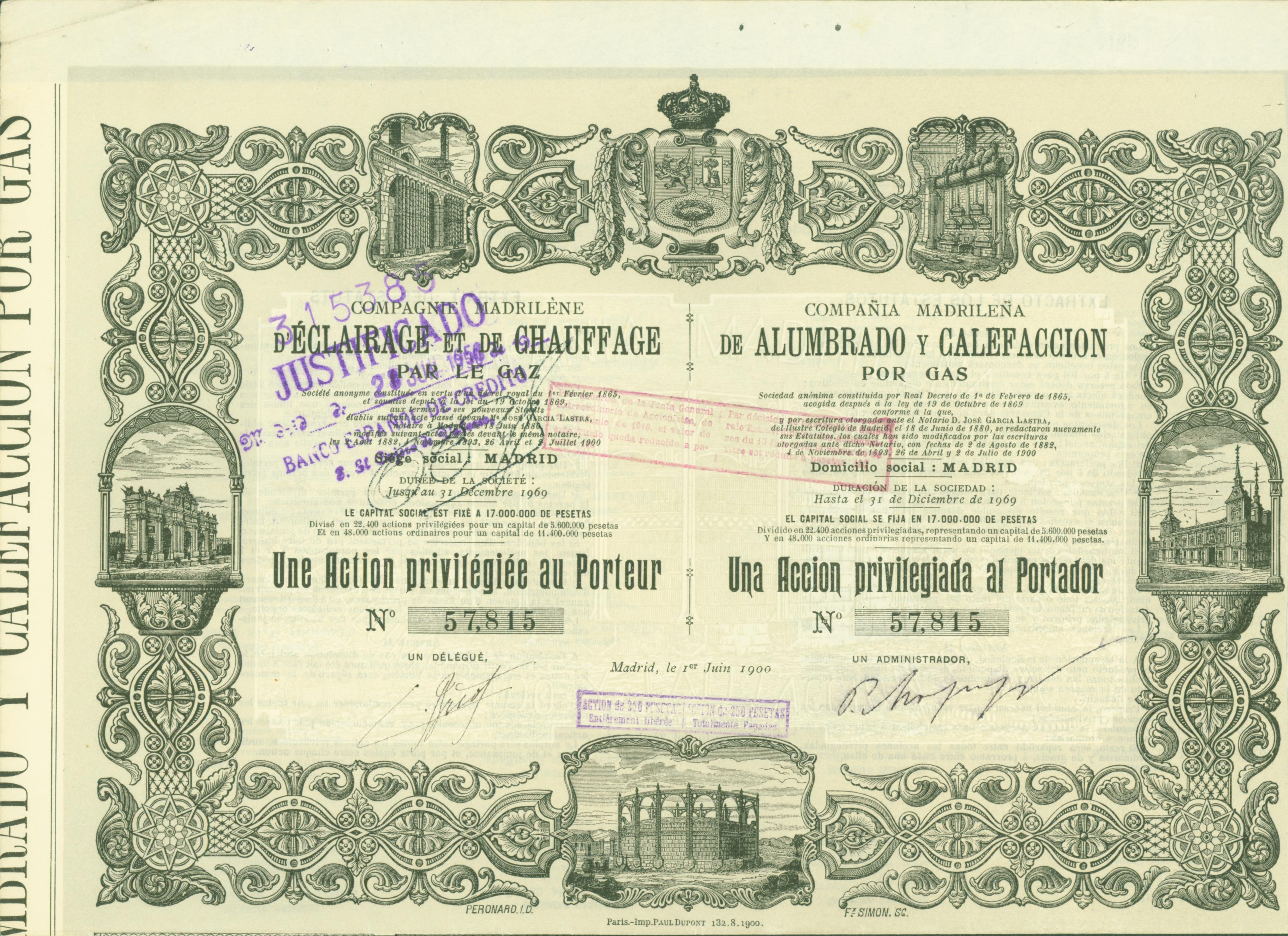
Participación preferente de la Compañía Madrileña de Alumbrado y Calefacción por Gas de 1 de junio de 1900.

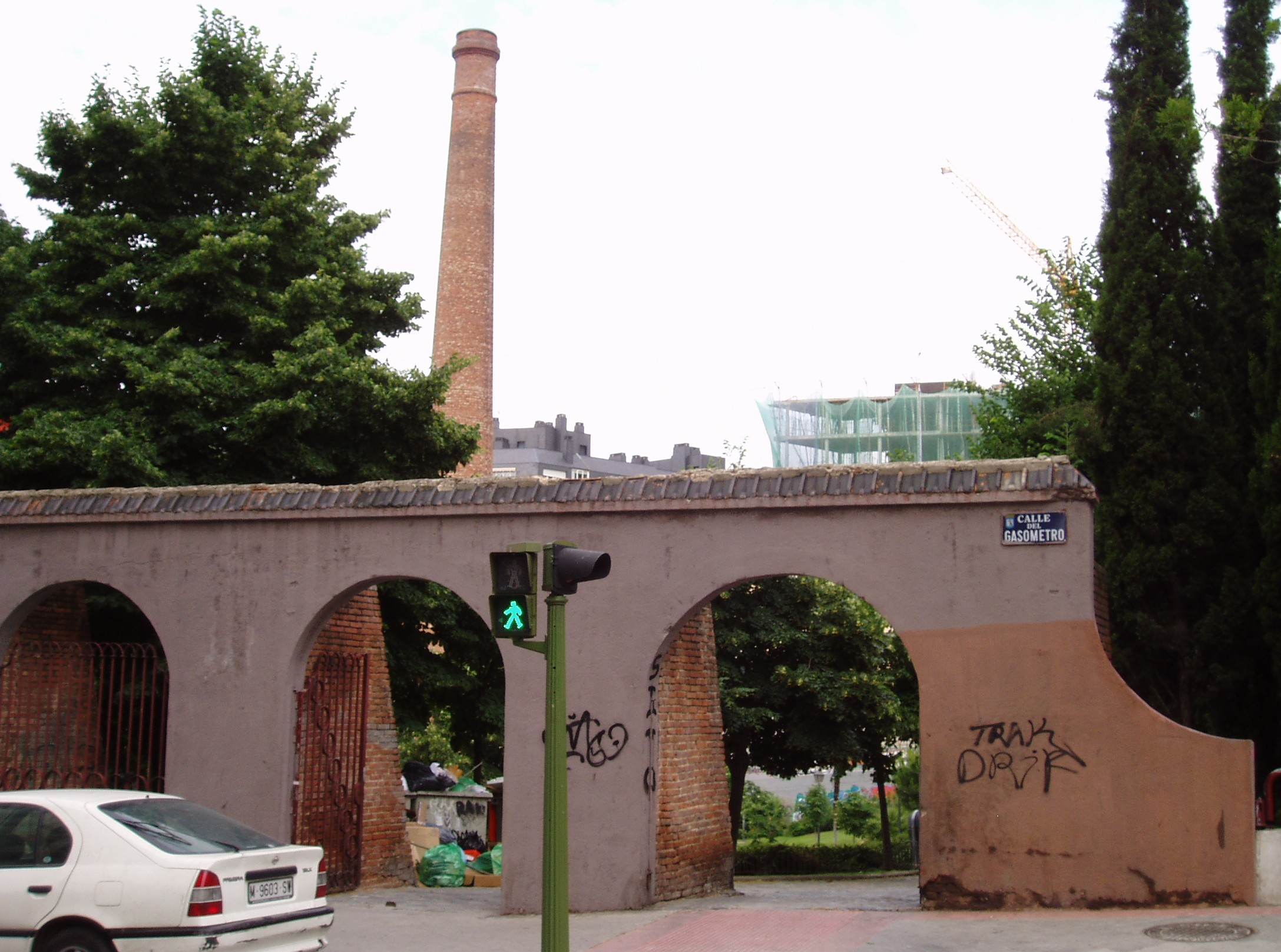
Parque del Gasómetro, ubicado donde se situaba la antigua fábrica de gas, de la que sólo perdura la entrada y una chimenea de ladrillo.

En 1848 el Ayuntamiento de Madrid cedió unos terrenos en las afueras de la Puerta de Toledo, en la Ronda de Toledo, para la construcción de una fábrica de gas destinada al alumbrado, a la Sociedad Madrileña para el Alumbrado de Gas, creada el 20 de febrero de 1846.
 En su proyección participó el ingeniero polaco Tomasz Franciszek Bartmański. En aquella época, Madrid todavía estaba circundado por una cerca, y la Ronda de Toledo era precisamente el tramo de camino de ronda que rodeaba dicha cerca entre la puerta de Toledo y el portillo de Embajadores.
Los primeros en recibir el alumbrado por gas fueron los organismos oficiales, algunos palacios y lugares públicos como los teatros. Las primeras calles iluminadas fueron el paseo y la calle del Prado y la calle del Lobo. El aumento de la demanda de gas para el alumbrado, calefacción y algunas instalaciones industriales hizo que las instalaciones fuesen ampliándose.
En 1856 la Sociedad Madrileña para el Alumbrado de Gas se declaró en bancarrota y fue adquirida por la sociedad financiera Crédito Mobiliario Español. En 1865 la compañía pasó a llamarse Compañía Madrileña de Alumbrado y Calefacción por Gas. En 1876 la fábrica suministraba gas a 4250 faroles y en 1929 todavía 21 000 focos públicos dependían de esta fuente de energía, pese a la creciente presencia de la luz eléctrica.
La escasez de carbón, consecuencia de la Primera Guerra Mundial, obligó al Ayuntamiento a hacerse cargo de la fábrica entre 1917 y 1921. Ese año se creó una nueva empresa, Gas Madrid, mayoritariamente en manos de capital español, en la que se integró la Madrileña, aportando sus fábricas. A partir de los años cuarenta del siglo XX se fue sustituyendo el alumbrado de gas por el eléctrico. La fábrica se trasladó a Manoteras en 1967, siendo derribada poco después la de la Ronda de Toledo.
A fecha de 2007 el solar ocupado por la fábrica se encuentra urbanizado con viviendas, varias calles y un parque, que aún mantiene una de las chimeneas de la fábrica. Asimismo, en la esquina del Paseo de los Olmos y el Paseo de las Acacias se encuentra la sede de Enagás, anteriormente sede de Gas Natural en Madrid.